# Табылды, Досжан Бакытжанович
Досжан Бакытжанович Табылды (25 января 1985 г.род Алма-Ата) — С 2023 года Посвященный Целитель - Мистик,казахстанский артист балета, балетмейстер

. Лауреат государственной премии «Дарын» (2006). Лауреат независимой премии «Платиновый Тарлан» (2005).

## Биография
- Досжан Табылды родился 25 января 1985 г. в г. Алматы.
- Дедушка Адибай Табылды – профессор, детский писатель и музыкант. Отец по профессии инженер, мать по образованию инженер-металлург.
- В 2003 году c отличием закончил Алматинское хореографическое училище имени Селезнева.
- Владение языками: Казахский, русский, английский.
- С 2003 г. солист балета Казахский театр оперы и балета имени Абая.
- С 2005 по 2006 гг. являлся ведущим солистом сеульской балетной труппы и университета искусств Суджиун Южная Корея.
- В 2007 году был ведущим солистом United Dance Company (Париж), проводя гастрольный тур по Европе (Германия, Австрия, Голландия, Швейцария).
- В 2007 году – участник мастер-класса профессиональных артистов балета в Большом театре г. Москва (Россия).
- В 2007 году – приглашенный ведущий артист балета «Astana Ballet Company» (Астана, Казахстан).

## Репертуар
- Альберт («Жизель» А. Адана)·
- Вацлав («Бахчисарайский фонтан» Б. Асафьева)·
- Джеймс («Сильфида» Х. Левенсхольда)·
- Хозе («Кармен — сюита» Ж. Бизе-Р. Щедрина)·
- Спартак («Спартак» А. Хачатуряна)·
- Зигфрид («Лебединое озеро» П. Чайковского)·
- Базиль («Дон Кихот» Л. Минкуса)·
- Ферхад ("Легенда о любви" А. Меликова)·
- Принц Щелкунчик ("Щелкунчик" П. Чайковского·
- Конрад ("Корсар" А. Адана)·
- Пан ("Вальпургиева ночь" из оперы Ш. Гуно "Фауст") и др.

## Достижения
- 2008 г. Будапешт (Венгрия). Обладатель звания лауреата, победитель Международного конкурса артистов балета, посвященного 70-летию Рудольфа Нуриева.
- 2007 г. Сеул (Южная Корея). Победитель I Корейского международного балетного конкурса, обладатель звания лауреата
- 2005 г. Большой театр, г. Москва (Россия). Лауреат второй премии в номинации «Артист балета», серебряная медаль Высшая премия «Приз зрительских симпатий». С 1969 года, за тридцать шесть лет, с момента основания этого серьезного балетного первенства, ни один казахстанец не удостаивался такой высокой награды; ·
- 2005 г. Сеул (Южная Корея). Лауреат второй премии, серебряная медаль
- 2005 г. Хельсинки (Финляндия). Лауреат конкурса
- 2004 год – г. Пермь (Россия). Дипломант конкурса и обладатель трех специальных призов: «Самый талантливый среди юных», «За артистизм и мастерство», «Приз зрительских симпатий». ·
- 2002 — 2003 гг. Казань (Татарстан, РФ). Приглашенный артист балета фестиваля имени Рудольфа Нуриева.

## Гастроли
- Гастроли США, Китай, Россия, Южная Корея, Япония, Болгария, Финляндия, Швейцария, Венгрия, Австрия, Германия, Голландия, Франция, Турция, Кыргызстан, Украина и др.

## Награды
- 2005 — Лауреат независимой премии «Платиновый Тарлан» в номинации «Новое имя - Надежда»
- 2006 — Лауреат государственной премии «Дарын»
- 2007 — Лауреат Национальный республиканской премии «Народный Герой» в номинации «Гордость профессии» (за неоценимый вклад в социальную и общественную жизнь Казахстана)
- 2015 — Лауреат Премии Фонда Первого Президента Республики Казахстан (Премия Лауреат в номинации «Хореографическое искусство»)
- 2015 — Золотая медаль «550-летия Казахского ханства»
- 2015 —Золотая медаль Лауреат Евразийская премия[1]
- 2016 — Орден Курмет
- 2012 - Почетным нагрудным знаком МК РК «Мәдениет қайраткері» (Деятель культуры Республики Казахстан)